# Wolokolamski rajon
Der Wolokolamski rajon (russisch Волоколамский район) ist ein Rajon in der Oblast Moskau in Russland.

## Geographie
Der Rajon grenzt im Nordosten an den Klinski rajon, im Osten an die Rajons Istrinski und Russki, im Süden an den Moschaiski rajon, im Westen an den Schachowskoi rajon und im Nordwesten an den Lotoschinski rajon. Verwaltungszentrum des Rajons ist die Stadt Wolokolamsk.
Das Klima ist gemäßigt kontinental. Die bedeutendsten Flüsse des Rajons sind die Rusa und die Lama.

## Bevölkerung und Verwaltungsgliederung
Der Rajon hat 53.244 Einwohner, davon 26.538 in Städten (Wolokolamsk sowie die Siedlung städtischen Typs Sytschowo, 2010). Im Rajon gibt es zwei Stadt- und sechs Landgemeinden mit zusammen 267 Dörfern.

## Geschichte
Der Rajon Wolokolamsk wurde im Jahr 1929 gegründet.

## Wirtschaft
Hauptindustriezweige des Rajons sind die Landwirtschaft, die Baumaterialienwirtschaft und die Textilindustrie.

## Verkehr
Durch den Rajon verlaufen die Eisenbahnstrecke von Moskau nach Riga sowie die ihr folgende Fernstraße M9 Baltija (zugleich Europastraße 22). Der Nahverkehr innerhalb des Rajons wird hauptsächlich durch lokale Busverbindungen gewährleistet.